# جامعة بافيا
جامعة بافيا (بالإيطالية: Università degli Studi di Pavia، UNIPV أو Università di Pavia؛ باللاتينية: Alma Ticinensis Universitas) هي جامعة تقع في مدينة بافيا في منطقة لومبارديا بإيطاليا. يعود تاريخ التدريس فيها إلى عام 1361، مما يجعلها واحدة من أقدم الجامعات في العالم. كانت الجامعة الوحيدة في ميلانو ومنطقة لومبارديا الكبرى حتى نهاية القرن التاسع عشر. في عام 2022، صنفت الجامعة من قبل تصنيف مجلة تايمز للتعليم العالي للجامعات العالمية مواحدة من بين أفضل 10 جامعات في إيطاليا ومن أفضل 300 جامعة في العالم.
تضم الجامعة حاليًا 18 قسمًا و9 كليات. لا تملك الجامعة حرمًا جامعيًا رئيسيًا؛ إذ تنتشر مبانيها ومرافقها في جميع أنحاء المدينة، مما جعل المدينة تُعرف باسم "مدينة الحرم الجامعي". تخدم الجامعة أكثر من 20,000 طالب يأتون من إيطاليا ومن جميع أنحاء العالم.
تقدم الجامعة أكثر من 80 برنامجًا لمرحلة البكالوريوس، وأكثر من 40 برنامجًا للماجستير، وحوالي 20 برنامجًا للدكتوراه (بما في ذلك 8 برامج باللغة الإنجليزية). حوالي 1,500 طالب من الطلاب الجدد الذين يلتحقون بالجامعة كل عام هم من الطلاب الدوليين.
تدير الجامعة العديد من المتاحف الثقافية والعلمية، بما في ذلك متحف تاريخ الجامعة، وحديقة نباتية، ومراكز بحثية، ومكتبات جامعية، ودار نشر جامعية. كما ترتبط الجامعة بمستشفى بوليكلينيكو سان ماتيو، حيث يتلقى طلاب الطب تدريباتهم السريرية.
جامعة بافيا هي عضو في مجموعة كويمبرا ورابطة الجامعات الأوروبية. كما تشارك في برنامج إيراسموس، الذي يسمح بتبادل الطلاب بين جامعة بافيا وجامعات مختلفة في أوروبا.

## التاريخ
تعد جامعة بافيا واحدة من أقدم جامعات أوروبا؛ إذ يدل مرسوم ملكي أصدره ملك إيطاليا الفرنجي لوثر الأول (الذي حكم بين عامي 818 و855 ميلادية) على أن مؤسسة للتعليم العالي وجدت في بافيا منذ سنة 825 م. وقد كانت هذه المؤسسة مكرسة في الأساس لدراسة القانون الكنسي والمدني إلى جانب الإلهيات، وتربعت على رأس المراكز التعليمية المرموقة في شمال إيطاليا آنذاك. وقد نالت الجامعة الاعتراف بموجب مرسوم من الإمبراطور الروماني المقدس كارل الرابع (الذي حكم بين عامي 1355 و1378)، وعقب ذلك نمت الجامعة وقام بتجديدها دوق ميلانو جان غالياتسو فيسكونتي (الذي حكم بين عامي 1385 و1402)، لتكون الجامعة الوحيدة في دوقيته.
وفي سنة 1858 شهدت الجامعة احتجاجات طلابية عنيفة ضد الحكم النمساوي لشمال إيطاليا (الذي كان يتخذ من مملكة لومبارديا فينيشيا غطاء لذلك الحكم) إبان صعود موجة القومية الإيطالية التي عمت مظاهراتها أرجاء إيطاليا في الفترة التي سبقت توحيد إيطاليا (1859 ـ 1866)، وكان رد السلطات على هذه الاحتجاجات الطلابية هو غلق الجامعة مؤقتاً.
استفادت الجامعة على مدى تاريخها من وجود العديد من المثقفين والعلماء البارزين الذين وضعوا العديد من المؤلفات الهامة وحققوا العديد من الاكتشافات البارزة، ومن هؤلاء عالم الرياضيات غيرولامو كاردانو (ولد في بافيا، وعاش بين عامي 1501 و1576)، والعالم الموسوعي روجر بوسكوفيتش (1711 ـ 1787)، وعالم الفيزياء أليساندرو فولتا (أستاذ كرسي الفيزياء الطبيعية في جامعة بافيا بين عامي 1769 و1804)، والشاعر أوغو فوسكولو (أستاذ كرسي البلاغة الإيطالية عامي 1809 و1810) والطبيب كاميلو غولجي (الذي عمل في جامعة بافيا منذ عام 1861).

## كليات الجامعة
تضم الجامعة ثمانية عشر قسمًا وتسع كليات.
- قسم الجراحة السريرية، التشخيص وطب الأطفال
- قسم الطب الباطني والعلاج الطبي
- قسم الطب الجزيئي
- قسم الصحة العامة والطب الشرعي
- قسم علوم الأعصاب
- قسم الصيدلة
- قسم البيولوجيا والتكنولوجيا الحيوية "لازارو سبالانزاني"
- قسم الكيمياء
- قسم الرياضيات
- قسم الفيزياء
- قسم علوم الأرض والبيئة
- قسم الهندسة المدنية والمعمارية
- قسم الهندسة الصناعية والمعلوماتية
- قسم الاقتصاد والإدارة
- قسم القانون
- قسم العلوم السياسية والاجتماعية
- قسم العلوم الإنسانية
- قسم علم الموسيقى

الكليات
- كلية الهندسة
- كلية الطب والجراحة

## خريجون بارزون
- لويجي كريمونا، رياضياتي
- جيوفاني أنطونيو سكوبولي، عالم طبيعي
- ماركو فراكارو، عالم وراثة
- أوغوستينو باسي، عالم حشرات
- إدواردو ستورتي، أخصائي أمراض الدم
- ليوبولدو ماجي، عالم حيوانات
- تشارلز بوروميو، أسقف
- ميشيل غيسليري، البابا بيوس الخامس
- تشيزاري بيكّاريا، فقيه وفيلسوف
- يوجينيو بيلترامي، رياضياتي وطبيب
- سيغيسموندو بولدوني، كاتب وفيلسوف وطبيب
- جيرولامو كاردانو، رياضياتي وطبيب وعالم فلك.
- لويجي لوكا كافالي-سفورزا، عالم وراثة سكاني
- أنتوني ويليام فيربانك إدواردز، عالم وراثة
- باولو إتور غامبا، زميل معهد مهندسي الكهرباء والإلكترونيات (IEEE) في 2013
- ألفونسو جاكومو غاسبارا كورتّي، طبيب وعالم
- بالدوس دي أوبالديس، فقيه
- كونتاردو فيريني، فقيه
- أوغو فوسكولو، كاتب وثائر وشاعر
- غولييلمو غاسباريني، عالم نبات وفطريات
- كاميّلو غولجي، جائزة نوبل في الطب وعلم وظائف الأعضاء
- جوليو ناتا، جائزة نوبل في الكيمياء
- أوتو أوليندورف (1907–1951)، جنرال في قوات الأمن الخاصة (SS) ومرتكب للهولوكوست، أُعدم بسبب جرائم حرب
- جيان دومينيكو رومانيزي، فقيه وفيلسوف واقتصادي
- كارلو روبيا، جائزة نوبل في الفيزياء
- أنتونيو سكاربا، طبيب وعالم
- ديونيسيوس سولوموس، شاعر
- لازارو سبالانزاني، بيولوجي
- لورينزو فالا، إنساني وفيلولوجي
- أليساندرو فولتا، عالم ومطور أول خلية كهربائية
- ماركانطونيو ديلا توري، معلم التشريح لليوناردو دافنشي
- أنجيلا أغوستيني، عالمة نبات وفطريات
- جوليو تريمنتّي، سياسي ومحامي
- أنتونيو لانزافيكا، أخصائي مناعة
- كارلو مارانغوني، فيزيائي
- لويجي فالنتينو بروغناتيلي، كيميائي
- روجيرو ج. بوسكوفيتش، رياضياتي وفلكي
- جوليو بيزوزيرو، أخصائي أمراض
- سيمون ستراتيكو، مهندس
- جوزيبي ساناريلّي، مختص بالصحة العامة
- ويليام شاربّي، عالم تشريح
- إنريكو كافي، كاهن
- جوزيبي أنطونيو بورغنيس، مهندس